# Dedo II
Dedo II (ur. ok. 1040 r., zm. w 1069 r.) – margrabia Łużyc od 1046 r. (z przerwą w 1069 r.).

## Życiorys
Dedo był najstarszym synem margrabiego Łużyc Dedo I z rodu Wettynów i jego pierwsze żony, Ody, córki margrabiego Łużyc Thietmara II. Młody Dedo II pozostawał w bliskich związkach z księciem Bawarii Ottonem II z Norhteimu. W 1069 król Niemiec Henryk IV Salicki, skłócony z Dedo I, nadał jego synowi Marchię Łużycką. Krótko później, jeszcze w tym samym roku, Dedo II został zamordowany. Współcześni podejrzewali, że za tym mordem mogła stać macocha Dedo II, Adela z Louvain. Po bezpotomnej śmierci Dedo II Marchia Łużycka wróciła w ręce jego ojca.